# خوسورتی
خِوسورِتی (به گرجی: ხევსურეთი) (تلفظ: Khevsureti) یکی از مناطق باستانی گرجستان است.
دهکدهٔ شاتیلی نیز در این منطقه وجود دارد.

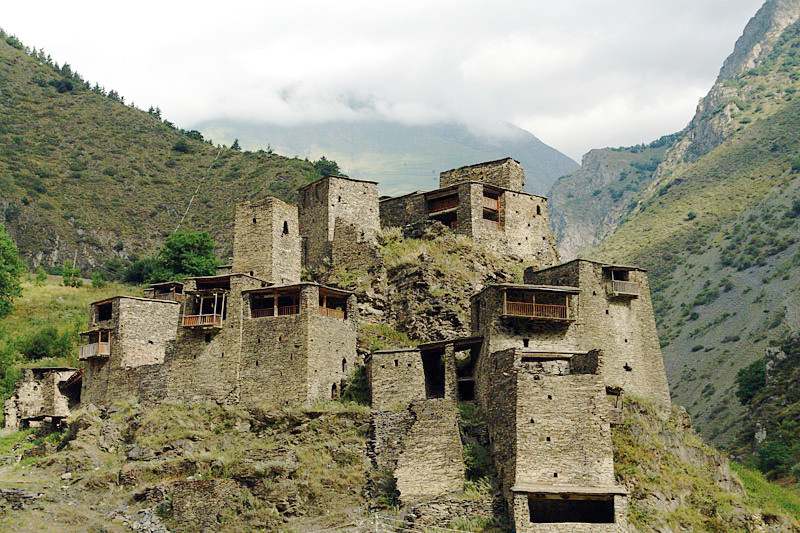
دهکده شاتیلی

## جغرافیای طبیعی

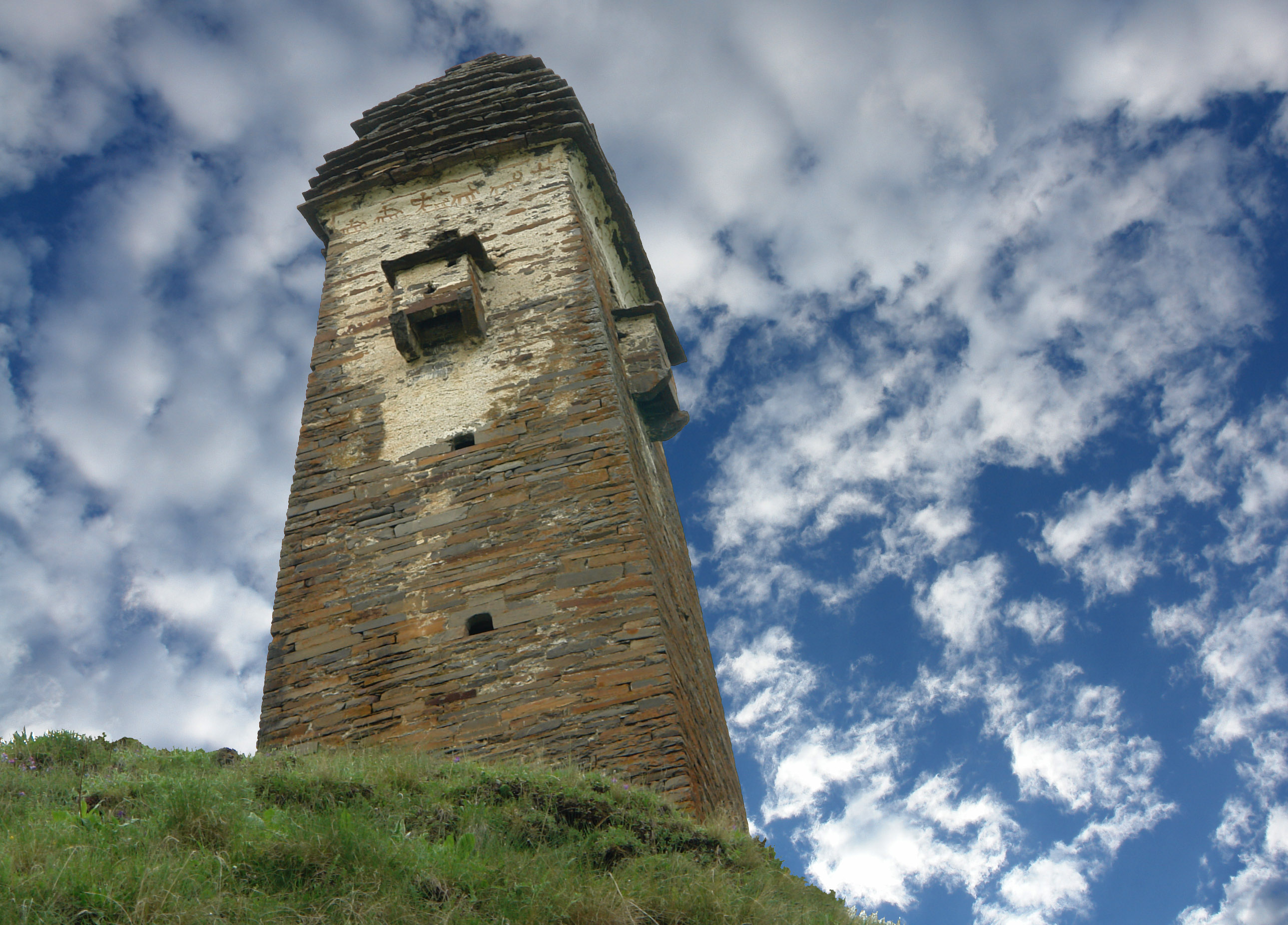
لاباریسکاری

خوسورتی ناحیه‌ای کوهستانی است در مسیر بالایی رودهای آسسا، آرگونی و آراگوی در مرکز قفقاز. آب پخشان اصلی قفقاز، خوسورتی را به دو قسمت تقسیم می‌کند، خوسورتی پیریکتی به مرکزیت شاتیلی در دامنه‌های شمالی و خوسورتی پیراکتی به مرکزیت باری ساخودر دامنه‌های جنوبی که توسط جاده‌ای به «شاهراه نظامی گرجستان» در روستای ژینوالی می‌پیوندد. خوسورها گرجی صحبت می‌کنند ولی لهجه آن‌ها منحصربه‌فرد است.

## جغرافیای انسانی
در میان خوسورلی‌ها تعداد زیادی مهندسان، متخصصان کشاورزی، استاد، دبیر، دانشمند و سایر متخصصان و هنرمندان وجود دارد. مهمترین بخش فعالیت اقتصادی اهالی خوسورتی، پرورش دام است.